# Liste der Naturdenkmale in Borsdorf

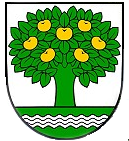
Wappen von Borsdorf

Lage von Borsdorf

In der Liste der Naturdenkmale in Borsdorf werden die Einzel-Naturdenkmale, Geotope und Flächennaturdenkmale in der Gemeinde Borsdorf im sächsischen Landkreis Leipzig und ihren Ortsteilen Cunnersdorf, Panitzsch und Zweenfurth aufgeführt.
Bisher sind lt. der angegebenen Quellen 1 Einzel-Naturdenkmale, 0 Geotope und 0 Flächennaturdenkmale bekannt und hier aufgelistet.
Die Angaben der Liste basieren auf den Daten der Bekanntmachungs-Seite der SG Natur- und Landschaftsschutz und des Geoportal des Landkreises Leipzig.

## Definition
„Gesetz über Naturschutz und Landschaftspflege (BNatSchG), § 28 Naturdenkmäler:
 Naturdenkmäler sind rechtsverbindlich festgesetzte Einzelschöpfungen der Natur oder entsprechende Flächen bis zu fünf Hektar, deren besonderer Schutz erforderlich ist
1. aus wissenschaftlichen, naturgeschichtlichen oder landeskundlichen Gründen oder
2. wegen ihrer Seltenheit, Eigenart oder Schönheit.“

„SächsNatSchG, § 18 Naturdenkmäler (zu § 28 BNatSchG):
1. Die Erklärung nach § 22 Abs. 1 BNatSchG von Teilen von Natur und Landschaft als Naturdenkmal erfolgt durch Rechtsverordnung oder Einzelanordnung.
2. Über § 28 Abs. 1 BNatSchG hinaus können Naturdenkmäler zur Sicherung von Lebensgemeinschaften oder Lebensstätten von im Bestand gefährdeten oder streng geschützten Arten festgesetzt werden.“

## (Einzel-)Naturdenkmale (ND)
Link zu einem Kartenansichtstool, um Koordinaten zu setzen.
| Bild                          | Bezeichnung           | Lage                                                                           | Beschreibung | Datum                      | Nummer |
| ----------------------------- | --------------------- | ------------------------------------------------------------------------------ | --- | -------------------------- | ------ |
| mehr Fotos \| Fotos hochladen | Winterlinde Panitzsch | Panitzsch 26 vor dem Südeingang zum Kirchhof (51° 21′ 53,7″ N, 12° 32′ 6,4″ O) | Winterlinde (Tilia cordata) mit einem Stammumfang von ca. 4,40 m, im Wurzelbereich gibt es ein Vorkommen des Acker-Goldsterns - Alter: unb. Jahre Neuausweisung 2012 | Biotopbaum (VO 2013-09-03) | ND 12  |